# Pierre Buyoya
Pierre Buyoya (Rutovu, 24 novembre 1949 – Parigi, 17 dicembre 2020) è stato un politico e militare burundese.

## Biografia
Nacque il 24 novembre 1949 a Baziro, sulla collina di Mutangaro nel comune di Rutovu in provincia di Bururi da famiglia tutsi - hima, appartenente al clan dei Bashingo Era cugino di Michel Micombero. Suo padre si chiamava Ririkumunwa, sua madre Nzikobanyanka.
Il 19 agosto 1978 sposò Sophie Ntakara, di famiglia tutsi.
Terzo e nono Presidente della repubblica del Burundi dal 3 settembre 1987 al 10 luglio 1993 e dal 25 luglio 1996 al 30 aprile 2003, in entrambi i casi giunse alla presidenza attraverso un colpo di Stato.
Inviato speciale dell'Unione africana in Mali, fu oggetto di un mandato di arresto da parte delle autorità del suo Paese dove venne condannato nell'ottobre 2020 all'ergastolo essendo coinvolto nell'assassinio del suo predecessore Melchior Ndadaye.
Buyoya è morto a Parigi il 17 dicembre 2020, per complicazioni da COVID-19.

## Opere
- (FR)  P. Buyoya, D. Gakunzi, Mission possible : construire une paix durable au Burundi, Editions L'Harmattan, 1998, ISBN 2738467792, ISBN 9782738467799.
- (FR)  P. Buyoya, Les négociations interburundaises : La longue marche vers la paix, Editions L'Harmattan, 2012, ISBN 9782296556294.